# Cankarjev dom

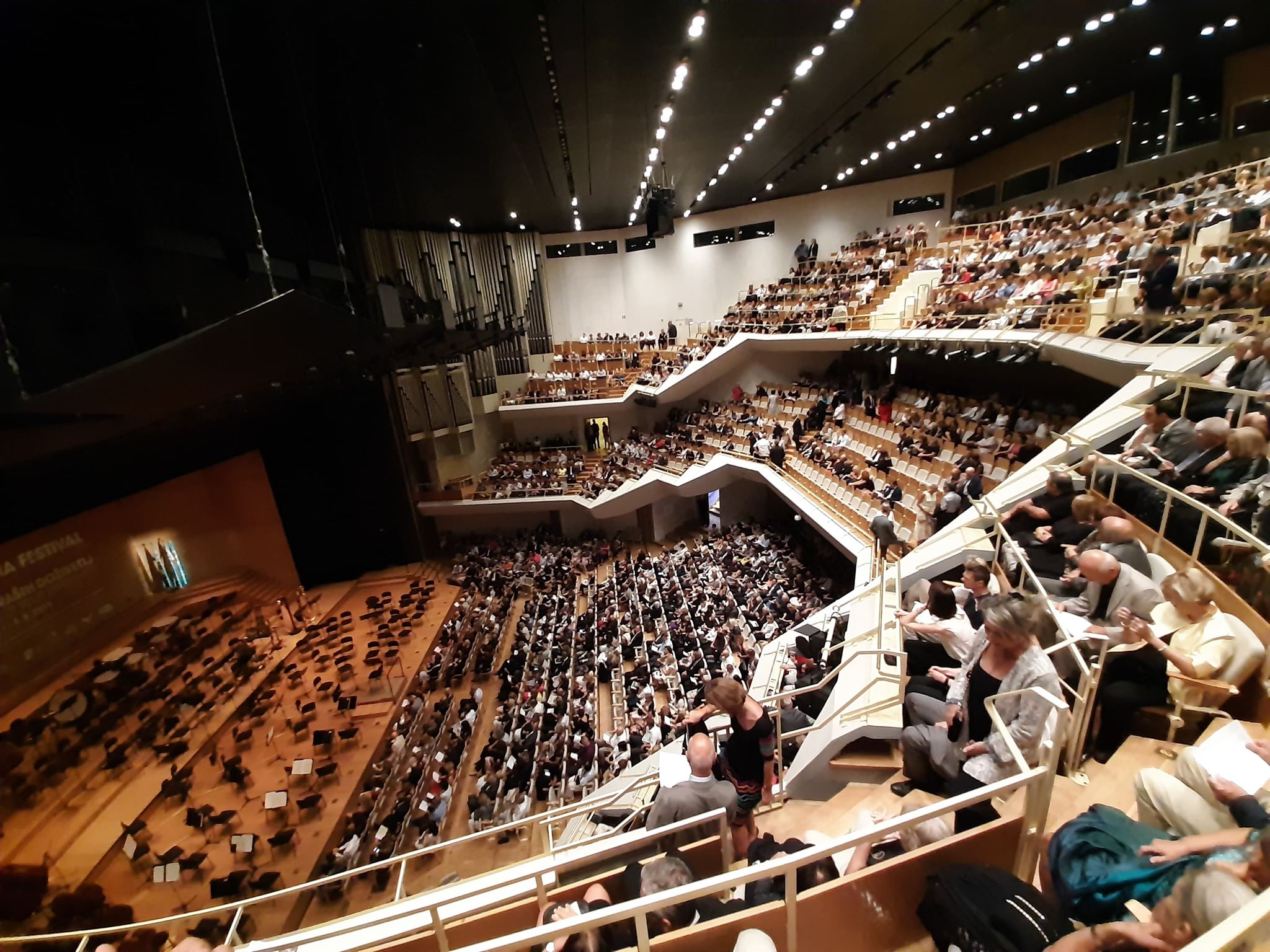
Cánkarjev dóm, Auditorium

Der Cankarjev dom (slowenisch für: Cankar-Haus) ist ein Kongress- und Kulturzentrum, Konzert- und Opernhaus in Ljubljana, Slowenien.
Der Cankarjev dom befindet sich in Ljubljana am südlichen Ende des Platzes der Republik. Es ist das größte Kongress- und Kulturzentrum in Slowenien.
Das Gebäude wurde von dem Architekten Edvard Ravnikar (1907–1993) entworfen und zwischen 1977 und 1982 erbaut. Die Arbeiten wurden vollständig von der Regierung der damaligen Sozialistischen Republik Slowenien finanziert.
Das Zentrum ist nach dem sozialdemokratischen slowenischen Politiker und Schriftsteller Ivan Cankar (1876–1918) benannt.